# Ben van der Burg
Ben van der Burg (Schipluiden, 20 de abril de 1968) es un deportista neerlandés que compitió en patinaje de velocidad sobre hielo. Ganó una medalla de plata en el Campeonato Mundial de Patinaje de Velocidad sobre Hielo de 1990.

## Palmarés internacional
| Campeonato Mundial | Campeonato Mundial  | Campeonato Mundial | Campeonato Mundial    |
| Año                | Lugar               | Medalla            | Prueba                |
| ------------------ | ------------------- | ------------------ | --------------------- |
| 1990               | Innsbruck (Austria) | Medalla de plata   | Clasificación general |